# 马尼勒翁格尔
马尼勒翁格尔（法語：Magny-le-Hongre，法語發音：[maɲi lə ɔ̃ɡʁ] ⓘ）是法国塞纳-马恩省的一个市镇，属于托尔西区。

## 地理
马尼勒翁格尔（48°51'47"N, 2°48'49"E）面积4.66 平方千米，位于法国法蘭西島大區塞纳-马恩省，该省份为法国北部内陆省份，北起瓦兹省，西接埃松省、马恩河谷省、塞纳-圣但尼省和瓦兹河谷省，南至卢瓦雷省，东南接约讷省，东临马恩省和奥布省，东北接埃纳省。
与马尼勒翁格尔接壤的市镇（或旧市镇、城区）包括：莫兰河畔圣日耳曼、塞里斯、巴伊-罗曼维利耶、库夫赖、库特夫鲁、蒙特里。

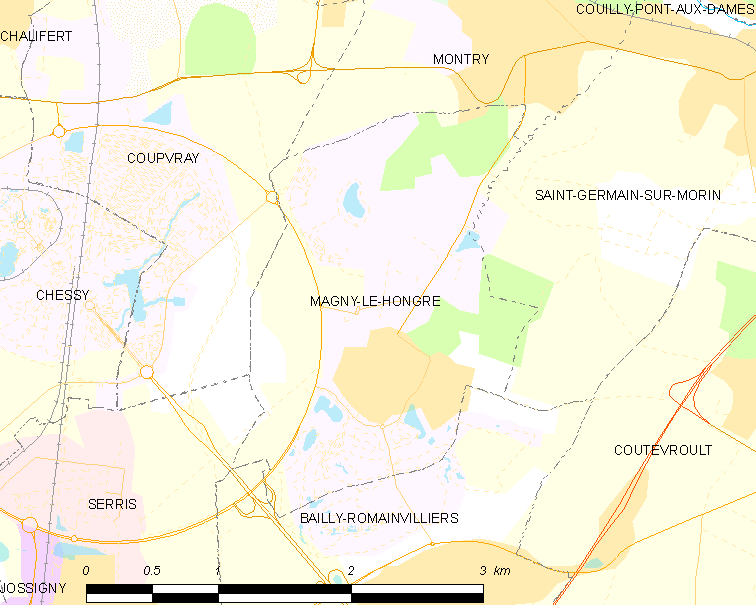
马尼勒翁格尔的OSM定位图

马尼勒翁格尔的时区为UTC+01:00、UTC+02:00（夏令时）。

## 行政
马尼勒翁格尔的邮政编码为77700，INSEE市镇编码为77268。

## 政治
马尼勒翁格尔所属的省级选区为塞里斯县。

## 人口

1962-2008年间马尼勒翁格尔人口变化图示

马尼勒翁格尔于2022年1月1日时的人口数量为9058人。